# Stoke Poges
Stoke Poges è un villaggio e parrocchia civile dell'Inghilterra, appartenente alla contea del Buckinghamshire.